# オースティン・ヴァンダーフォード
オースティン・ヴァンダーフォード（Austin Vanderford、1990年3月21日 - ）は、アメリカ合衆国の男性総合格闘家。カリフォルニア州サンタローザ出身。グレイシーバッハ・ポートランド/アメリカン・トップチーム所属。

## 来歴
カリフォルニア州サンタローザで生まれ、生後9カ月の時にアラスカ州ニニルチクへ移住した。レスリングを経験し、高校時代は2006年に152ポンド、2007年に160ポンドで州王者に輝いた。南オレゴン大学に進学後は、2012年に184ポンドでNAIA王者となり、オールアメリカンに2度選出された。大学卒業後の数年間は大学のレスリングコーチとして働き、2015年にアマチュア総合格闘技デビュー。FCFFミドル級王座とRPMMAウェルター級王座を獲得後、2017年にプロ総合格闘技デビューを果たした。
2018年7月17日、Dana White's Contender Series 13でアンヘロ・トレヴィーノと対戦し、リアネイキドチョークで2R一本勝ちを収めたが、UFCとの契約を逃した。

### Bellator
2019年2月15日、Bellator初参戦となったBellator 215でコーディ・ジョーンズと対戦し、肩固めで1R一本勝ち。
2021年5月21日、Bellator 259でミドル級ランキング4位のファビアン・エドワーズと対戦し、3-0の判定勝ち。
2022年2月25日、Bellator 275のBellator世界ミドル級タイトルマッチで王者ゲガール・ムサシに挑戦し、パウンドで1RTKO負け。王座獲得に失敗した。

### UFC
2025年2月22日、UFC初参戦となったUFC Fight Night: Cejudo vs. Songでニコライ・ヴェレテンニコフと対戦し、パウンドで2RTKO勝ち。

## 人物・エピソード
- 同じく総合格闘家のペイジ・ヴァンザントと結婚している。

## 戦績
| 総合格闘技 戦績 | 総合格闘技 戦績 | 総合格闘技 戦績 | 総合格闘技 戦績 | 総合格闘技 戦績 | 総合格闘技 戦績 | 総合格闘技 戦績 |
| --------------- | --------------- | --------------- | --------------- | --------------- | --------------- | --------------- |
| 15 試合         | (T)KO           | 一本            | 判定            | その他          | 引き分け        | 無効試合        |
| 13 勝           | 5               | 3               | 5               | 0               | 0               | 0               |
| 2 敗            | 2               | 0               | 0               | 0               | 0               | 0               |

| 勝敗 | 対戦相手                   | 試合結果                                       | 大会名                                              | 開催年月日     |
| ○    | ニコライ・ヴェレテンニコフ | 2R 4:13 TKO（パウンド）                        | UFC Fight Night: Cejudo vs. Song                    | 2025年2月22日  |
| ○    | ビクトル・ロメロ           | 1R 1:05 TKO（左ジャブ→グラウンドの肘打ち連打） | LFA 194                                             | 2024年10月18日 |
| ×    | アーロン・ジェフリー       | 1R 1:25 TKO（右フック→パウンド）               | Bellator 284                                        | 2022年8月12日  |
| ×    | ゲガール・ムサシ           | 1R 1:25 TKO（パウンド）                        | Bellator 275 【Bellator世界ミドル級タイトルマッチ】 | 2022年2月25日  |
| ○    | ファビアン・エドワーズ     | 5分3R終了 判定3-0                              | Bellator 259                                        | 2021年5月21日  |
| ○    | ヴィニシウス・デ・ジェズス | 5分3R終了 判定3-0                              | Bellator 251                                        | 2020年11月5日  |
| ○    | グラチク・ボジンヤン       | 5分3R終了 判定3-0                              | Bellator 234                                        | 2019年11月15日 |
| ○    | ジョセフ・クリーア         | 2R 5:00 TKO（ドクターストップ）                | Bellator 225                                        | 2019年8月24日  |
| ○    | コーディ・ジョーンズ       | 1R 4:49 リアネイキドチョーク                   | Bellator 215                                        | 2019年2月15日  |
| ○    | エドミルソン・フレイタス   | 1R 1:38 KO（左フック→パウンド）                | Final Fight Championship 32                         | 2018年10月19日 |
| ○    | アンヘロ・トレヴィーノ     | 2R 2:42 リアネイキドチョーク                   | Dana White's Contender Series 13                    | 2018年7月17日  |
| ○    | ケニー・リセア             | 2R 4:03 リアネイキドチョーク                   | Victory FC 59                                       | 2017年12月16日 |
| ○    | ベン・フォドール           | 5分5R終了 判定3-0                              | CageSport 47 【CSウェルター級タイトルマッチ】       | 2017年10月14日 |
| ○    | アダム・フギット           | 5分3R終了 判定3-0                              | Arena Wars: Total Kombat                            | 2017年7月8日   |
| ○    | ソル・レナート             | 1R 2:33 TKO（パウンド）                        | Prime Fighting 9                                    | 2017年3月11日  |

## 獲得タイトル

### プロ総合格闘技
- CSウェルター級王座（2017年）

### アマチュア総合格闘技
- FCFFミドル級王座（2016年）
- RPMMAウェルター級王座（2016年）